# Ясюкевич, Владислав Сергеевич
Владислав Сергеевич Ясюкевич (бел. Уладзіслаў Сяргеевіч Ясюкевіч; род. 30 мая 1994, Минск) — белорусский футболист, защитник.

## Карьера

### Клубная
Начал карьеру в клубе «Ислочь» во второй лиге, был основным игроком команды. Вместе с клубом прошёл путь к высшей лиге. В январе 2016 года продлил контракт с «Ислочью». 1 апреля 2016 года дебютировал в высшей лиге, в качестве капитана выведя свою команду на матч против «Нафтана» (2:0). Позднее стабильно играл в качестве центрального нападающего. Во второй половине сезона 2017 стал реже появляться в составе, а конец сезона пропустил из-за травмы.
В сезоне 2018 чаще всего оставался на скамейке запасных, провёл за основную команду только один матч в Высшей лиге и два в Кубке Беларуси, также играл за дубль. В декабре 2018 года по окончании контракта покинул «Ислочь».
В начале 2019 года подписал контракт с брестским «Рухом», где закрепился в основной команде. В январе 2020 года соглашение было расторгнуто. В феврале стал игроком бобруйской «Белшины». В декабре покинул клуб.
В 2021 году перешёл в «Динамо-Брест». В сезоне 2021 зачастую появлялся в стартовом составе, однако нередко оставался на скамейке запасных. В феврале 2022 года продлил соглашение с динамовцами.
В марте 2023 года перешёл в «Молодечно-2018». В июле 2023 года футболист покинул клуб.
В июле 2023 года футболист присоединился к «Островцу». В декабре 2023 года футболист покинул клуб, расторгнув контракт по соглашению сторон.

### В сборной
В январе 2016 года впервые был вызван в молодежную сборную Беларуси на участие в Кубке Содружества в Санкт-Петербурге, где 23 января и дебютировал в команде, проведя весь матч против молодёжной сборной Латвии.

## Достижения
- Победитель первой лиги Беларусиː 2015

## Статистика
| Сезон | Дивизион | Клуб           | Страна        | Матчи | Голы |
| ----- | -------- | -------------- | ------------- | ----- | ---- |
| 2012  | Д3       | Ислочь         | Флаг Беларуси | 31    | 1    |
| 2013  | Д2       | Ислочь         | Флаг Беларуси | 21    | 2    |
| 2014  | Д2       | Ислочь         | Флаг Беларуси | 17    | 1    |
| 2015  | Д2       | Ислочь         | Флаг Беларуси | 29    | 1    |
| 2016  | Д1       | Ислочь         | Флаг Беларуси | 25    | 1    |
| 2017  | Д1       | Ислочь         | Флаг Беларуси | 16    | 0    |
| 2018  | Д1       | Ислочь         | Флаг Беларуси | 1     | 0    |
| 2019  | Д2       | Рух (Брест)    | Флаг Беларуси | 24    | 3    |
| 2020  | Д1       | Белшина        | Флаг Беларуси | 27    | 0    |
| 2021  | Д1       | Динамо (Брест) | Флаг Беларуси | 17    | 0    |
| 2022  | Д1       | Динамо (Брест) | Флаг Беларуси | 23    | 1    |